# Résolution 171 du Conseil de sécurité des Nations unies
Membres permanents
- Chine (Taïwan)
- États-Unis
- France
- Royaume-Uni
- URSS

Membres non permanents
- Chili
- Ghana
- Irlande
- Roumanie
- RAU
- Venezuela

Résolution no 170 Résolution no 172
La Résolution 171  est une résolution du Conseil de sécurité des Nations unies adoptée le 9 avril 1962, dans sa 1006e séance, à la suite d'un rapport par le chef d'état-major de l'Organisme des Nations unies chargé de la surveillance de la trêve en Palestine (UNTSO) sur les activités militaires dans la région du Lac de Tibériade, ainsi que sur les déclarations des représentants syriens et israéliens, le Conseil a condamné les deux parties de leurs actes et a déterminé qu'Israël avait violé de façon flagrante les résolutions de l'ONU.
Le Conseil a ensuite appelé les deux parties à la hauteur de leurs obligations en vertu des résolutions de l'ONU, de la Charte des Nations unies et de la Convention d'armistice général, et à coopérer avec le chef d'état-major. Le Conseil a également approuvé la recommandation du chef d'état-major pour le renforcement de la UNTSO.

## Vote
La résolution a été approuvée par 10 voix contre zéro; la France s'est abstenue.

## Texte
- Résolution 171 Sur fr.wikisource.org
- Résolution 171 Sur en.wikisource.org